# Aribonen
Aribonen ist der Name einer edelfreien Sippe, die zwischen etwa 850 und 1100 in Bayern und der damaligen Marchia orientalis bzw. in Ostarrîchi wichtige Ämter innehatte. 

## Genealogie
Die Ursprünge lassen sich in den Raum von Freising (wohl bei den Huosi, Fagana und Pilgrimiden des 8. Jahrhunderts) und von Mainz zurückverfolgen. Die Bekanntheit des Geschlechts hängt mit seiner Rolle im Ostland zusammen, in das Ar(i)bo, Graf im Raum Freising, 871 nach dem Tod der Grenzgrafen Wilhelm II. und Engelschalk I. als Verwalter in die Donaugrafschaften und in den Traungau ging und dabei den Titel des Grenz- bzw. Markgrafen führte. Dabei führte er lange Jahre Kriege gegen die Nachkommen seiner Vorgänger. Als einer der wenigen überlebte er 907 die Niederlage von Pressburg. Er gilt daher als Stammvater der Aribonen.
Nach den Ungarnkämpfen fanden sich die Aribonen nicht mehr im östlichen Donauraum, dafür aber jetzt im Inn- und Zillertal und in der späteren Steiermark. Durch ihre verwandtschaftlichen Beziehungen mit den Salzburger Erzbischöfen, vor allem mit Adalbert II., konnten sie ihre Positionen ausbauen und festigen.
Aribo I., Schwiegersohn des bayerischen Pfalzgrafen Hartwig I., folgte diesem im Amt nach und gründete 994 das Kloster Seeon im Chiemgau als Hauskloster. Er konnte dafür Reliquien des heiligen Lambert von Lüttich gewinnen, der als Hauspatron gilt. Aribos Gattin Adala stiftete 1004 in seinem Namen gemeinsam mit ihrem Sohn Aribo auch das Stift Göss in der Steiermark. Dieser Sohn wurde 1021 Erzbischof von Mainz und gleichzeitig königlicher Erzkaplan. 1025 wurde er außerdem Erzkanzler für Italien. Ebenfalls ein Aribone war Pilgrim, seit 1021 Erzbischof von Köln, seit 1031 Erzkanzler von Italien, ein Mitkonkurrent Aribos um den politischen Einfluss im Reich. Die Machtstellung, die sich durch diese beiden zentralen Bischofsernennungen ausdrückt, hatten die Aribonen im Wesentlichen durch die Sachsen-Kaiser, namentlich durch Heinrich II. gewonnen. 
Als 1053 Pfalzgraf Aribo II. und sein Bruder Boto, Söhne des jung verstorbenen Pfalzgrafen Hartwig II., sich mit dem Bayern-Herzog Konrad von Zütphen gegen Kaiser Heinrich III. verbündeten, verloren sie nach dem Scheitern der Rebellion 1055 die Pfalzgrafenwürde (sie ging an Kuno I. von Rott über), alle Reichslehen und Teile ihrer Eigengüter in Kärnten/Steiermark und Bayern.
Erst im Reformzeitalter kam es zu einem neuen Aufschwung. Die Aribonen der pfalzgräflichen Linie gründeten das Kloster Millstatt (Aribo II. und Boto), das Kloster Weißenohe (Aribo II.) und machten reiche Zustiftungen an das Kloster Theres (Boto). Der möglicherweise einer Seitenlinie entstammende Kazelin gilt als Stifter für das Kloster Moggio/Mosach an der Fella zwischen Villach und Aquileia sowie des Stifts Eberndorf im Jauntal. 1099 ging die Pfalzgrafenwürde von Rapoto V. von Vohburg wieder an den wohl kognatischen Aribonen-Nachfahren Engelbert I. von Görz, bevor sie 1116/1120 von den Wittelsbachern übernommen wurde, nachdem 1102/1104 die pfalzgräfliche Linie der Aribonen mit Aribo II. und seinem Bruder Boto von Pottenstein ausgestorben war.
Weitere Leitnamen der Sippe sind Kadaloh/Chadaloh/Kadalhoch, Engelbert, Pilgrim, Hartwig, Egilolf und Dietmar.